# Thangadh
Thangadh (o Than) è una suddivisione dell'India, classificata come municipality, di 36.877 abitanti, situata nel distretto di Surendranagar, nello stato federato del Gujarat. In base al numero di abitanti la città rientra nella classe III (da 20.000 a 49.999 persone).

## Geografia fisica
La città è situata a 22° 34' 0 N e 71° 10' 60 E e ha un'altitudine di 129 m s.l.m..

## Società

### Evoluzione demografica
Al censimento del 2001 la popolazione di Thangadh assommava a 36.877 persone, delle quali 19.432 maschi e 17.445 femmine. I bambini di età inferiore o uguale ai sei anni assommavano a 6.033, dei quali 3.240 maschi e 2.793 femmine. Infine, coloro che erano in grado di saper almeno leggere e scrivere erano 21.681, dei quali 13.101 maschi e 8.580 femmine.